# Paropioxys albipennis
Paropioxys albipennis är en insektsart som beskrevs av Schmidt 1919. Paropioxys albipennis ingår i släktet Paropioxys och familjen Eurybrachidae. Inga underarter finns listade i Catalogue of Life.